# Korn et le mystère mystérieux des pirates fantômes
Korn et le mystère mystérieux des pirates fantômes (Korn's Groovy Pirate Ghost Mystery en version originale) est le dixième épisode de la troisième saison de la série animée South Park, ainsi que le 41e épisode de l'émission.

## Synopsis
À l'approche d'Halloween, la population de South Park est en effervescence, sauf le père Maxi qui considère cette fête comme une vénération de Satan. Les enfants se font embêter par les CM2, alors ils décident à leur tour de leur faire peur avec le cadavre de la grand-mère de Kyle qu'ils ont auparavant déterré du cimetière.

## Mort deKenny
C'est une référence au début de L'Empire contre-attaque : un mini speeder attache les pattes de son robot et le fait tomber.